# Aleksas Varna
Aleksas Varna (* 23. November 1948 in Manikūnai, Rajongemeinde Pasvalys, Litauische SSR) ist ein litauischer liberaler Politiker und Vizebürgermeister von Panevėžys.

## Leben
Varna lernte am Technikum für Landwirtschaft in Joniškėlis bei Pasvalys und studierte an der Lietuvos žemės ūkio akademija bei Kaunas. Von 1987 bis 1999 arbeitete er bei Lietuvos žemės ūkio bankas und war Generaldirektor im Unternehmen UAB „Arema“ und im Staatsbetrieb „Liūdynė“. Von 1999 bis 2003 leitete er Region Panevėžys der Bank AB „Turto bankas“. Von 2003 bis 2015 arbeitete er bei UAB „Panoden“ als Generaldirektor, Vorstandsvorsitzende und Konsultant.
Von 1990 bis 2005 war er Mitglied (Deputat) im Rat der Rajongemeinde Panevėžys. 2005 absolvierte er das Bachelorstudium der Business Management Administration an der Vilniaus universitetas in Vilnius. Seit 2015 ist er Vizebürgermeister von Panevėžys.
Varna ist Mitglied der Visuomeninis rinkimų komitetas „Mums svarbu“. Er war Mitglied der LSDP.
Er ist Vizepräsident von Lietuvos pakuotojų asociacija, Präsident von Panevėžio krašto pramonininkų asociacija und Mitglied im Präsidium von Lietuvos pramonininkų konfederacija.
Varna ist verheiratet. Mit seiner Frau Regina Varnienė hat er eine Tochter.